# Poltár
 Ovo je glavno značenje pojma Poltár. Za druga značenja pogledajte Okrug Poltár.
Poltár (mađ. Poltár), grad je u Banskobistričkom kraju u središnjoj Slovačkoj. Upravno je središte okruga Poltár.

## Zemljopis
Grad se nalazi u središnjoj Slovačkoj na rijeci Ipeľ, udaljen je 18 km od Lučeneca.

## Povijest
Poltár se prvi puta spominje 1246. kao silva Polta, a status grada dobio je 1969.
Od 1996. upravno je središte okruga Poltár.

## Stanovništvo
| Godina:     | 1993. | 2003.   | 2013.   | 2023.    |
| ----------- | ----- | ------- | ------- | -------- |
| Broj ljudi: | 5959  | 6035    | 5772    | 5170     |
| Razlika:    |       | +1,27 % | -4,35 % | -10,42 % |

| Godina:     | 2022. | 2023.   |
| ----------- | ----- | ------- |
| Broj ljudi: | 5187  | 5170    |
| Razlika:    |       | -0,32 % |

Po popisu stanovništva iz 2001. grad je imao 8.289 stanovnika.

## Etnički sastav
- Slovaka – 97,49 %,
- Roma – 0,95 %,
- Mađara – 0,51 %,
- Čeha – 0,41 %.[6]

## Religija
- rimokatolici – 50,14 %,
- ateisti – 22,89 %,
- evangelici – 20,79 %,
- grkokatolici – 0,33 %[6]

## Poznate osobe
- Ivan Gašparovič, bio je predsjednik Slovačke.

## Vanjske poveznice
- Službena stranica grada

### Ostali projekti
|  | Zajednički poslužitelj ima još gradiva o temi Poltár |